# 西宮出入口
西宮出入口（にしのみやでいりぐち）は、兵庫県西宮市の阪神高速道路3号神戸線の出入口。神戸方面のみ出入口のあるハーフICである。

## 道路
- 阪神高速3号神戸線(3-10)

## 接続する道路
- 国道43号（第二阪神国道）

## 周辺
- 西宮神社
- 阪神西宮駅
- 西宮郵便局
- 株式会社 アンリ・シャルパンティエ（洋菓子製造・販売、ハーバースタジオ43 酒蔵通り店(工場)）

## 隣
阪神高速3号神戸線
(3-09)西宮IC - (3-10)西宮出入口 - (3-11)芦屋出入口